# Júnior Baiano
Raimundo Ferreira Ramos Júnior, mais conhecido como Júnior Baiano (Feira de Santana, 14 de março de 1970), é um técnico e ex-futebolista brasileiro que atuava como zagueiro.
Com 33 gols marcados com a camisa do Flamengo, Junior Baiano e Juan são os maiores zagueiros artilheiros da história do clube. É o 8º defensor com mais golos no Campeonato Brasileiro e 3º zagueiro,  com 29 tentos em 177 partidas.

## Carreira como jogador

### Flamengo
Júnior Baiano começou sua carreira em 1989, nas divisões de base do Flamengo. Foi titular da equipe que foi campeã da Copa São Paulo de Futebol Júnior de 1990, fazendo o único gol da Final deste certame.
Júnior Baiano teve, ao todo, quatro passagens pelo Flamengo, onde conquistou uma Copa do Brasil, dois Campeonatos Cariocas, e uma Copa dos Campeões Mundiais além do Campeonato Brasileiro de 1992. Com 288 jogos no total e 32 gols marcados com o Manto Rubro-Negro, o zagueiro é, ao lado de Juan, um dos defensores com mais gols anotados pelo Flamengo na história.

### São Paulo
No início de 1994, foi contratado pelo São Paulo, do técnico Telê Santana. E foi o comandante quem ajudou Júnior a deixar a fama de zagueiro estabanado e violento para se tornar um grande marcador e líder dentro de campo. O Junior defendeu o Tricolor entre 1994 e 1995. Pelo São Paulo, Júnior Baiano foi campeão da Recopa Sul-Americana de 1994 e fez 11 gols em 81 jogos.
Enquanto jogador do tricolor paulista, um caso curioso: após um clássico entre São Paulo e Corinthians, vencido pelo Timão, o defensor insinuou que árbitro Oscar Roberto Godói teria apitado o duelo embriagado. O caso foi parar na justiça.

### Werder Bremen
Longe dos gramados brasileiros, Júnior Baiano jogou no Werder Bremen, prestigiado clube da Alemanha na temporada 1995-1996.
Jogou 41 partidas, sendo 32 pela Bundesliga, cinco pela Liga Europa e quatro pela DFB-Pokal. Entrou como titulat em 32 oportunidades. Marcou dois tentos ao longo da sua passagem pela equipe alemã.
Júnior Baiano foi o primeiro brasileiro no Werder Bremen porém em 1995 sua passagem teve fim após agredir com um  soco Nico Kovac do Leverkusen no jogo da Copa da DFB.

### Palmeiras
Após disputar a Copa do Mundo da França pela seleção brasileira, chegou ao Palmeiras para reforçar o time já visando a Copa Libertadores de 1999. Com sua altura privilegiada e um estilo de jogo viril, logo tornou-se uma das referências da equipe, campeã da Copa Mercosul em 1998. Em sua passagem vitoriosa pelo Palmeiras confirmou sua fama de zagueiro-artilheiro ao ser o goleador do time na Libertadores de 1999, marcando 5 gols na campanha que levou ao título da competição.
Pelo Palmeiras jogou 72 partidas (42 vitórias, 12 empates e 18 derrotas), fez sua estreia em um amistoso no jogo Palmeiras 5x0 Seleção de Pontalina-GO (11 de julho de 1998) e seu último jogo foi Palmeiras 3x3 Flamengo (20 de dezembro de 1999).

### Vasco
A Parmalat estava saindo do Palmeiras. Aí o clube tinha que se desfazer dos jogadores mais caros para diminuir os custos. Assim Junior teve que procurar novos ares. Após ligações de Romário e Edmundo e sem oportunidades no Flamengo fechou contrato com o Vasco, entre 2000 e 2001, também foi de títulos na prateleiraonde foi campeão da Copa MercoSul, do Brasileiro 2000 e vice-campeão do Mundial de Clubes.
Fez sua estreia no Vasco no jogo amistoso Vasco Da Gama 4 x 1 Raja Casablanca (MAR), Sua trajetória em São Januário teve 44 jogos e 3 gols. Seu momento mais marcante no clube foi o gol marcado contra o River Plate na goleada histórica por 4x1 no Monumental nas partida das semifinais da Copa Mercosul.
Após a decisão da Copa João Havelange, Junior Baiano foi flagrado no exame antidoping. O exame detectou a presença de cocaína na urina do zagueiro, que foi suspenso por 4 meses.

### Shanghai Shenhua
O time chinês contou com Júnior Baiano (Shanghai Shenhua, 2001 e 2002/2003),

### Internacional
Aos 31 anos, Júnior Baiano chegava ao Inter vindo do Shanghai Shenhua, da China, e trazia consigo um currículo expressivo, que ostentava o vice-campeonato da Copa do Mundo de 1998, além de títulos por praticamente todos os ex-clubes, como Flamengo, São Paulo, Palmeiras e Vasco. Chegou ao Inter com muito moral, salário alto e faixa de capitão. Foi campeão do Gauchão, porém o Inter teve um mau início no Brasileirão e após desntendimentos com a comissão técnica teve seu contracto rescindido.

### Flamengo
Teve mais uma passagem pelo Flamengo, em 2004, quando conquistou mais uma vez o Campeonato Carioca. Em dezembro de 2004 foi intimado pela justiça por suspeita de envolvimento com o Narcotráfico. Junior Baiano doou dinheiro para Silton do Nascimento Dórea, acusado pela polícia de Feira de Santana na Bahia de integrar uma quadrilha de traficantes de drogas conhecida como Quinta Elite. O nome do jogador apareceu em uma conversa gravada entre Silton e outro traficante durante a investigação da polícia. Júnior Baiano disse que era amigo de infância de Silton, assim como do irmão Sidney.

### América
Entretanto, após ficar sem jogar um ano inteiro, retornou à ativa, jogando pelo América do Rio, no Campeonato Carioca de 2007.  Como fez um bom torneio pelo América, acertou sua ida para o Brasiliense após o Campeonato Carioca.

### Brasiliense
O veterano zagueiro, de 37 anos, se apresentou ao Brasiliense para disputar a Série B
No time amarelo de Brasília, começou bem foi campeão candango no Jacaré em 2008. No entanto, depois de algumas falhas, foi para o banco de reservas. Anunciou novamente sua aposentadoria em 2008.

### Volta Redonda
Novamente voltou atrás, tendo jogado o Campeonato Carioca pelo Volta Redonda.

### Macapá
Entre o fim de junho e início de julho, ele acertou sua transferência para o Macapá, sendo esta sua primeira aventura fora do Centro-Sul do Brasil.

### Miami FC
Em seguida, Júnior Baiano se transferiu para os Estados Unidos para disputar a USL First Division (antiga divisão de acesso à Major League Soccer), onde atuou pelo Miami FC, que era comandado por Zinho, seu amigo e ex-companheiro de Flamengo e Palmeiras.

## Clubes
| Clube            | País           | Ano       |
| ---------------- | -------------- | --------- |
| Flamengo         | Brasil         | 1989-1993 |
| São Paulo        | Brasil         | 1994-1995 |
| Werder Bremen    | Alemanha       | 1995-1996 |
| Flamengo         | Brasil         | 1996-1998 |
| Palmeiras        | Brasil         | 1998-1999 |
| Vasco da Gama    | Brasil         | 2000-2001 |
| Shanghai Shenhua | China          | 2001-2002 |
| Internacional    | Brasil         | 2002-2003 |
| Flamengo         | Brasil         | 2004-2005 |
| América          | Brasil         | 2006-2007 |
| Brasiliense      | Brasil         | 2007-2008 |
| Volta Redonda    | Brasil         | 2008-2009 |
| Miami FC         | Estados Unidos | 2009-2010 |

### Seleção Brasileira
Júnior Baiano disputou 25 partidas pela Seleção Brasileira em 1997 e 1998, e fez parte da  Seleção Brasileira que disputou a Copa do Mundo de 1998, a Copa Ouro da CONCACAF de 1998 e a  Copa das Confederações de 1997. Sua passagem na Copa foi marcada pelo controverso pênalti sobre o norueguês Tore André Flo, e que acabou decretando a vitória dos nórdicos.
A traumática derrota para a França na final do Mundial de 1998 foi a última partida que Júnior Baiano fez pela seleção.

## Pós-carreira

### Santa Helena
Após pendurar as chuteiras, seu primeiro trabalho, foi como estagiário do técnico Vanderlei Luxemburgo. Em 2012, começou a carreira de treinador comandando o Santa Helena, da segunda divisão goiana.

### Itumbiara
Após 7 anos de seu último trabalho como técnico,  em 2018 foi anunciado pelo Itumbiara, de Goiás, como novo técnico para a disputa do Campeonato Goiano de 2019. Porém, no dia 31 de janeiro de 2019, foi demitido após somente 4 jogos, pelo fraco desempenho, com 2 empates e 2 derrotas, tendo um aproveitamento de 17%.

### Central
Em 19 de maio de 2021, foi anunciado como o novo treinador do Central, clube de Caruaru, 1 dia após o rebaixamento do time para a 2a Divisão Pernambucana.

## Títulos
Flamengo
- Copa de Ouro Nicolás Leoz: 1996
- Campeonato Brasileiro: 1992
- Copa do Brasil: 1990
- Copa dos Campeões Mundiais: 1997
- Campeonato Carioca: 1991, 1996, 2004
- Copa Rio: 1991
- Taça Guanabara: 1989, 1996, 2004
- Taça Rio: 1991, 1996
- Campeonato da Capital: 1991, 1993
- Taça Brahma dos Campeões: 1992
- Taça Libertad: 1993
- Copa São Paulo de Futebol Júnior: 1990

São Paulo
- Recopa Sul-Americana: 1994

Palmeiras
- Copa Libertadores da América: 1999
- Copa Mercosul: 1998
- Copa do Brasil: 1998

Vasco da Gama
- Copa Mercosul: 2000
- Campeonato Brasileiro: 2000
- Taça Guanabara: 2000
- Taça Rio: 2001

Internacional
- Campeonato Gaúcho: 2002

Shanghai Shenhua
- Campeonato Chinês: 2003
- Supercopa da China: 2001

Brasiliense
- Campeonato Brasiliense: 2008

Seleção Brasileira
- Copa das Confederações FIFA: 1997

## Prêmios individuais
- Revista Kicker - Bundesliga Team of the Season: 1995–96[29]
- Bola de Prata da Revista Placar: 1997
- Seleção do Campeonato Carioca: 2005[30]